# Swiss Beachhandball Mastersfinal 2008
Der Swiss Beachhandball Mastersfinal 2008 war der Final der Swiss Beachhandball Masters 2008.

## Rangliste

### Erwachsene
| Rang | Team              | Verein                      |
| ---- | ----------------- | --------------------------- |
| 1    | 1898              | BHC 1898                    |
| 2    | Balaton Beach     | HB Brugg                    |
| 3    | HK Ananas         | HC Dietikon-Urdorf          |
| 4    | Taifun Fighters 1 | Handball Brugg              |
| 5    | Copaca-Bâle       | RTV 1879 Basel / TV Muttenz |
| 6    | HSG Wasserschloss | SC Siggenthal               |
| 7    | Mythen Shooters   | HC Goldau                   |
| 8    | DI-DA-BU-DI-BU-DA | DI-DA-BU-DI-BU-DA           |

| Rang | Team               | Verein                      |
| ---- | ------------------ | --------------------------- |
| 1    | Playadettes        | BHC Luzern                  |
| 2    | Emanuelas          | Emanuelas                   |
| 3    | BHT Sandhufe       | BHT Sandhufe                |
| 4    | Wüehlmüüs          | Basel Regio                 |
| 5    | Ayia Napa          | HC Arbon                    |
| 6    | Beachqueens        | HB Brugg                    |
| 7    | d'Herbschtziitlosä | HC Uzwil / BSV Bischofszell |
| 8    | Flying Hirsch      | HC Amriswil                 |

### Junioren
| Rang | Team                         | Verein                   |
| ---- | ---------------------------- | ------------------------ |
| 1    | HSG Wasserschloss            | SC Siggenthal            |
| 2    | AV Thun-Zentral Rookies      | TV Thun / TV Steffisburg |
| 3    | Mythen Shooters              | HC Goldau                |
| 4    | Beathe Uhse Sommerkollektion | BSV Bern Muri            |
| 5    | MU19 Horgen                  | HC Horgen                |
| 6    | Quadrattini di lipides       | HC Rothenburg            |
| 7    | SG Freaktal Beach            | SG Fricktal              |
| 8    | K.T.V. Visp                  | KTV Visp                 |

| Rang | Team               | Verein             |
| ---- | ------------------ | ------------------ |
| 1    | Arbon U19          | HC Arbon           |
| 2    | Beachprincesses    | HB Brugg           |
| 3    | Sandball Zurzibiet | Handball Zurzibiet |
| 4    | Borba Luzern       | BSV Borba Luzern   |
| 5    | Zack die Bohne     | LK Zug             |
| 6    | SG Uzwil/Gossau    | SG Uzwil/Gossau    |
| 7    | Emmer Beachgirls   | ATV Emmenbrücke    |
| 8    | TV Sissach         | TV Sissach         |